# Shukar Collective
Shukar Collective (de la cuvântul romanes șucar, în traducere „bun”, „frumos”) este un grup muzical român care combină muzica tradițională țigănească  cu muzica electronică. Grupul este renumit pentru folosirea ritmurilor tradiționale ale ursarilor prin tehnici moderne de sampling digital. O altă combinație originală este mixarea de sunete domestice, cum ar fi loviturile de lingură, cu sunete produse de sintetizatorul analogic.
Conceptul care a dus la succesul grupului aparține lui Paul Țanicui, regizor de film român cel care i-a descoperit pe Tamango, Napoleon și Clasic, muzicanți ursari pe care mai târziu avea să-i numească Shukar. Dj Vasile, Dan Handrabur (alias Dreamdoktor), Cristi Stanciu (aka Matze), Vlaicu Golcea au preluat sunetele Shukar creând fiecare în parte adevărate bijuterii sonore sub denumirea de Shukar Collective. 
În acestă formulă, grupul a colaborat cu mulți muzicieni, printre care artistul multimedia Mircea Florian.
În august 2005 trupa a concertat pro bono (gratuit) la festivalul FânFest, Roșia Montană în cadrul campaniei „Salvați Roșia Montană”.
În 2010, grupul a fost subiectul unui documentar HBO.
Shukar Collective au concertat la Brighton Fringe Festival (2 mai 2010), la o zi dupa ce au concertat la clubul Hootananny din Brixton (cartier din Londra). Acest mini-turneu a fost realizat cu ajutor din partea Institutului Cultural Roman din Londra.

## Discografie[2][3][4]

### Albume de studio
- Urban Gypsy (2005)

Lista melodiilor:

01-Calling Tamango

02-The Wind

03-Malademna

04-Gipsy Blooz

05-Taraf

06-Oh, Mother

07-Bar Boot

08-Shub

09-Mamo

10-Hahaha

11-Desperiae Romanes

12-Do Baba

13-Lautarium

14-Verbal Fight

15-Wander (Bonus track)
- Rromatek (2007)

Lista melodiilor:

01-Oh, Girl

02-Dalladida

03-Ragga Mamï

04-New Shout

05-Hi Ley

06-The Snake

07-Truppa Truppa

08-Mean Macheen

09-Pray

10-Shukar Muzika

11-Napolament

12-Pam Paraï

13-Gossip

14-Time Peace

15-Daï Daï